# سیر باختر
سیرِ باختر یا سی یو جی (به انگلیسی: Journey to the West؛ به چینی سنتی: 西遊記) موفق‌ترین داستان افسانه‌ای در تاریخ چین به‌شمار می‌آید. این رمان چینی در سدهٔ ۱۶ میلادی در طول سلسلهٔ مینگ منتشر شده و منسوب به «وو چنگین» یا «وو جِنگ تِن» است. این کتاب سرگذشت ماجراجویانهٔ «سیان جوان» یا همان «سوان زانگ» که شخصیت تاریخی معادل با «تانگ سِنگ» در این افسانه است، راهب «تان» و استاد بوداگرایی در سدهٔ هفتم میلادی برای دستیابی به کتاب‌های مقدس بودایی به هند است.
موضوع این داستان سفر راهب «تان تسن»، صورت دیگری از کلمه تانگ سنگ و سه شاگرد وی و دشواری‌هایی که این گروه در راه سفر به باختر با آن روبه‌رو شدند است.
بر پایهٔ این داستان آثار ادبی، فیلم و مجموعه‌های تلویزیونی زیادی در چین تولید شده‌است.

## شرح

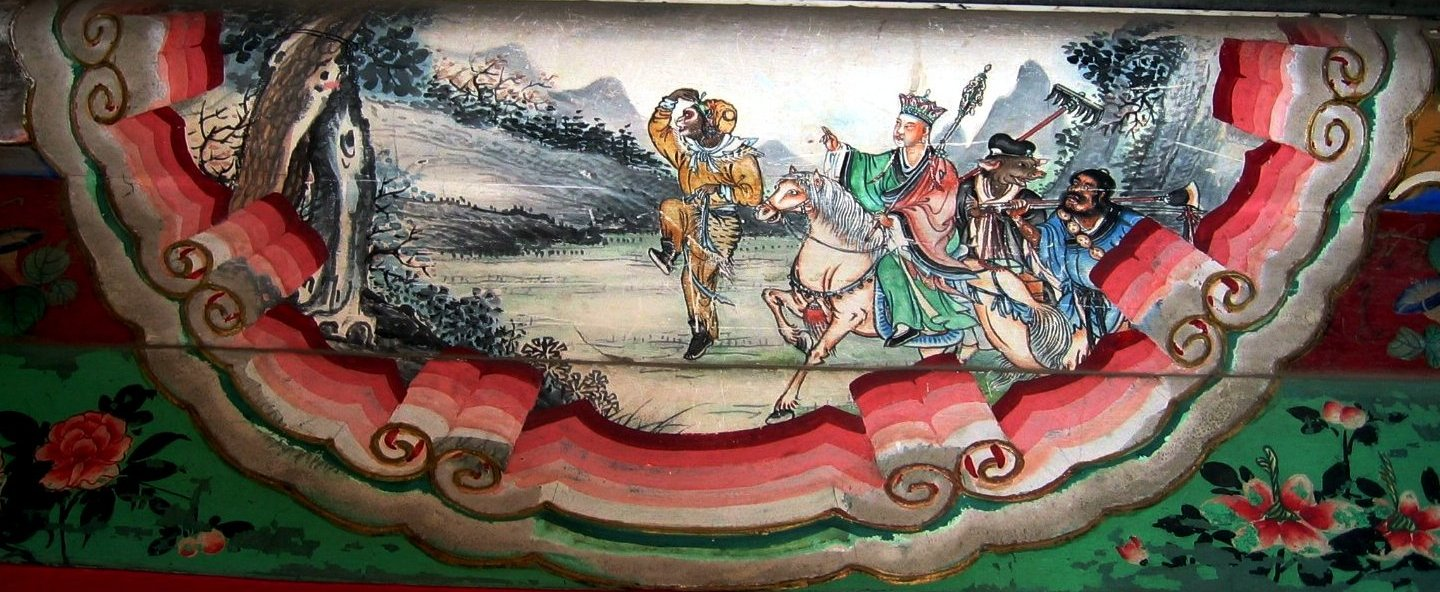
چهار قهرمان داستان، از چپ به راست: سون ووکُنگ، ژوان‌زانگ (سوار بر اژدها-اسب)، ژو باجیه و شا ووجینگ.

سی یو جی به معنی سفر به غرب، اثر «وو چنگین» (همان «وو جنگ تن» یا «وو چن ین») می‌باشد که در دوره حکومت دودمان مینگ به تأثیر از داستان‌ها و افسانه‌های عامیانهٔ چینی و همین‌طور با توجه به واقعیت سفر سوان زنگ به هند پرداخت شده‌است.
سی یو جی گزارشی است از سفر به بهشت غربی، که به دستور خاقانی از دودمان تانگ به نام «دای زونگ» و در جستجوی نسخه‌های اصلی آثار بودایی انجام می‌گیرد و گویای گسترش آئین بودا در چین است. در این داستان تانگ سنگ (که همان سوان زنگ یا ژوان زنگ تاریخی است)، برای یافتن کتاب‌های تعالیم بودا به زادگاه او یعنی هند سفر می‌کند.
در این سفر پرماجرا، میمونی جادویی و متمایل به کژی به نام «سون هودزو» و یک روح خوک به نام «جوبا جایه»، که نماد خشن‌ترین ویژگی‌های روح انسان است، تانگ سِنگ را همراهی می‌کنند.

## به فارسی
شهرنوش پارسی‌پور ترجمه‌ای فارسی از روی ترجمهٔ فرانسوی این کتاب منتشر کرده‌ است.